# Maria Kirilenko
Maria Yuryevna Kirilenko (tiếng Nga: Мари́я Ю́рьевна Кириле́нко, IPA: [mɐˈrʲijə ˈjʉrʲjɪvnə kʲɪrʲɪˈlʲɛnkə]; sinh ngày 25 tháng 1 năm 1987) là một vận động viên quần vợt chuyên nghiệp người Nga. Ở cấp độ trẻ cô đã giành Grand Slam US Open năm 2002 ở tuổi 15 sau đó cô lọt vào top 10 bảng xếp hạng WTA ở cả 2 nội dung đánh đơn và đánh đôi. Kirilenko giành 6 danh hiệu đơn và 12 danh hiệu đôi trong hệ thống WTA,cô cũng 3 lần vào đến tứ kết đơn nữ Grand Slam (Úc mỏ rộng 2010, Wimbledon 2012, Pháp mở rộng 2013) và lọt vào bán kết Thế vận hội Mùa hè 2012 (thua Victoria Azarenka trong trận tranh huy chương đồng), xếp hạng 10 đơn nữ trên bảng xếp hạng WTA vào ngày 10 tháng 6 năm 2013. Ở nội dung đánh đôi, cô có thứ hạng cao nhất là thứ 5 thế giới vào ngày 24 tháng 10 năm 2011, lọt vào chung kết 2 trận Grand Slam là Úc mở rộng 2011 khi đánh đôi với Victoria Azarenka và Pháp mở rộng 2012 khi đánh đôi với Nadia Petrova. Cùng với Petrova, Kirilenko đã giành chức vô địch đôi nữ WTA Tour Championships năm 2012 và giành huy chương đồng cũng ở nội dung đôi nữ tại Thế vận hội Mùa hè 2012.